# Phường 4, Quận 3
Phường 4 là một phường cũ thuộc Quận 3, Thành phố Hồ Chí Minh, Việt Nam.
Phường 4 có diện tích 0,31 km², dân số năm 2021 là 18.355 người,  mật độ dân số đạt 59.209 người/km².